# وورثينغ الشرقية وشورهام (دائرة انتخابية في المملكة المتحدة)
وورثينغ الشرقية وشورهام (بالإنجليزية: East Worthing and Shoreham)‏ هي إحدى الدوائر الانتخابية في المملكة المتحدة الممثلة في مجلس العموم في برلمان المملكة المتحدة.
عضو البرلمان الذي يمثلها حالياً هو :Tim Loughton (Con).